# Camellia Todorova
Camellia Todorova (en bulgare : Камелия Тодорова), née le 21 janvier 1954 à Sofia, est une chanteuse et actrice bulgare. Pendant les années 1980 et le début des années 1990, elle est connue aussi comme Camy Todorow.

## Biographie et carrière

### Enfance et adolescence
Camellia Kirilova Todorova (en bulgare : Камелия Кирилова Тодорова) est née le 21 janvier 1954 à Sofia, Bulgarie. Ses parents sont Stoïka Alexandrova Todorova, chanteuse dans le chœur « Svétoslav Obréténov », et Kiril Kostov Todorov, traducteur et admirateur du jazz. Son grand-père paternel est Kosta Todorov.
Pendant son enfance, Camellia s'occupe de la danse et de la gymnastique artistique. Elle hérite l'amour pour la musique classique et le sport de sa mère, et l'amour pour les langues étrangères, le jazz et le cinéma de son père. À la maison, sa famille parlait français, mais pendant son adolescence Camellia refuse de le parler et décide de commencer à apprendre indépendamment l'anglais.
Elle se diplôme du Collège d'architecture intérieure et de travail du bois, puis fait ses premières apparitions sur scène en tant qu'actrice dans la période 1972 – 1975 avec la compagnie de théâtre expérimental « 4+4 », réalisé par Nikolaï Guéorguiev. Elle y apprend de pouvoir chanter et commence à prendre des leçons de chant chez l'artiste lyrique Katia Spiridonova. En 1975, après la fermeture du théâtre « 4+4 », la future chanteuse n'est pas admise à l'Académie nationale de théâtre et d'arts cinématographiques (NATFIZ, alors connu comme VITIZ) et commence à étudier le chant chez le département de chant pop dans l'Académie nationale de musique de Sofia chez d'Irina Tchmichova. Sous l'influence des pianistes Alexandre Mirev et Mario Stantchev, Camellia se dirige vers le jazz.

## Discographie

### Albums studio
- 1980 : Софийски диксиленд и Камелия Тодорова (Dixieland de Sofia et Camellia Todorova)
- 1991 : 2 Souls in 1
- 1994 : Настроение (Humeur)
- 1996 : Привличане (Attraction)
- 2000 : Pearls
- 2003 : Pleasure
- 2006 : Feels Like…

### Singles
- 1985 – Bursting at the Seams
- 1987 – Chain of Fools
- 1998 – Докосване
- 1999 – Безкрайно (Infiniment)
- 2008 – As One/В едно
- 2015 – Отначало (Dès le début)

## Filmographie
- 1974 – Синята лампа (La lampe bleue)
- 1981 – Търновската царица (La reine de Tarnovo)
- 1981 – Монолог за прасенцето (Monologue pour le porcelet)
- 1983 – Прилив на нежност (Afflux de tendresse)
- 1983 – Бон шанс, инспекторе! (Bonne chance, monsieur l'inspecteur !)
- 1983 – Фалшификаторът от „Черният кос“ (Le falsificateur de « Merle noir »)
- 1987 – Ева на третия етаж (Éva au troisième étage)
- 1999 – Докосване (Toucher)